# Пелчинська світа
Пелчинська світа — літостратиграфічний підрозділ регіональної стратиграфічної шкали девонських відкладів, поширених в на Поділлі і у Львівському палеозойському прогині. За комплексом фауністичних і палінологічних решток відклади світи відносять до живетського ярусу середнього девону.

## Назва
Назва світи походить від села Пелча Рівненської області, де знаходиться стратотип.

## Поширення
Волино-Поділля, Львівський палеозойський прогин.

## Стратотип
Село Пелча Рівненської області.

## Літологія
Відклади світи представлені вапняками, доломітами, мергелями і пісковиками. Загальна потужність становить від 20 до 85 м. Відклади пелчинської світи залягають згідно на товщі лопушанської світи, а перекриваються згідно відкладами струтинської світи.

## Фауністичні і флористичні рештки
Брахіоподи, корали, мохуватки, остракоди.
| ←        | \| Палеозой \| Палеозой \| Палеозой \| Палеозой \| Палеозой \| Палеозой \| \| Кембрій \| Ордовик \| Силур \| Девон \| Карбон \| Перм \| \| -------- \| -------- \| -------- \| -------- \| -------- \| -------- \| | →     |       |        |      |
| Палеозой | |       |       |        |      |
| Кембрій  | Ордовик | Силур | Девон | Карбон | Перм |

| Система/ Період                                                        | Відділ/ Епоха      | Ярус/ Вік         | Вік (млн років) | Вік (млн років) |
| ---------------------------------------------------------------------- | ------------------ | ----------------- | --------------- | --------------- |
| Карбон, С                                                              | Міссісіпій         | Турнейський, C1t  | молодше         | молодше         |
| Девон, D                                                               | Верхній/Пізній, D3 | Фаменський, D3fm  | 358,9           | 372,2           |
| Девон, D                                                               | Верхній/Пізній, D3 | Франський, D3f    | 372,2           | 382,7           |
| Девон, D                                                               | Середній, D2       | Живетський, D2zv  | 382,7           | 387,7           |
| Девон, D                                                               | Середній, D2       | Ейфельський, D2ef | 387,7           | 393,3           |
| Девон, D                                                               | Нижній/Ранній, D1  | Емський, D1e      | 393,3           | 407,6           |
| Девон, D                                                               | Нижній/Ранній, D1  | Празький, D1p     | 407,6           | 410,8           |
| Девон, D                                                               | Нижній/Ранній, D1  | Лохковський, D1l  | 410,8           | 419,2           |
| Силур, S                                                               | Пржидольска, S3    | поділ відсутній   | древніше        | древніше        |
| Підрозділи Девонської системи наведені згідно МКС, станом на 2018 рік. |                    |                   |                 |                 |
| п о р                                                                  |                    |                   |                 |                 |